# Мартінсбург (Міссурі)
Мартінсбург (англ. Martinsburg) — місто (англ. city) в США, в окрузі Одрейн штату Міссурі. Населення — 251 особа (2020).

## Географія
Мартінсбург розташований за координатами 39°6′4″ пн. ш. 91°38′51″ зх. д. / 39.10111° пн. ш. 91.64750° зх. д. (39.100984, -91.647373).  За даними Бюро перепису населення США в 2010 році місто мало площу 0,69 км², уся площа — суходіл.

## Демографія
Згідно з переписом 2010 року, у місті мешкали 304 особи в 137 домогосподарствах у складі 87 родин. Густота населення становила 439 осіб/км².  Було 152 помешкання (220/км²).
Расовий склад населення:
| - 98,0 % — білих - 1,0 % — чорних або афроамериканців - 0,3 % — азіатів |

До двох чи більше рас належало 0,3 %. Частка іспаномовних становила 1,3 % від усіх жителів.
За віковим діапазоном населення розподілялося таким чином: 23,0 % — особи молодші 18 років, 52,7 % — особи у віці 18—64 років, 24,3 % — особи у віці 65 років та старші. Медіана віку мешканця становила 43,3 року. На 100 осіб жіночої статі у місті припадало 108,2 чоловіків;  на 100 жінок у віці від 18 років та старших — 105,3 чоловіків також старших 18 років.
Середній дохід на одне домашнє господарство  становив 47 701 долар США (медіана — 35 833), а середній дохід на одну сім'ю — 55 756 доларів (медіана — 46 094). За межею бідності перебувало 33,3 % осіб, у тому числі 66,7 % дітей у віці до 18 років та 1,5 % осіб у віці 65 років та старших.
Цивільне працевлаштоване населення становило 155 осіб. Основні галузі зайнятості: освіта, охорона здоров'я та соціальна допомога — 24,5 %, роздрібна торгівля — 14,2 %, виробництво — 11,0 %, фінанси, страхування та нерухомість — 9,7 %.